# The Crab Apples
The Crab Apples és una formació musical de pop i rock català, format el 2012. El primer àlbum Right Here va s'estrenar el 2014, och el segon àlbum (A Drastic Mistake) va publicar el 2018. El grup té quatre membres que canten en anglès, en català i en castellà.

## Història
El grup es va formar el 2010 com un grup de versions. Durant els primers anys va participar en diversos competicions, i el 2013 va ser semifinalista a la competició Sona9. A l'inici el grup va contenir al voltant set persones, de les quals la cantant i guitarrista acústica Carla Gimeno i la guitarrista Laia Alsina.
El primer àlbum del grup va ser publicat a la tardor de 2014 per Discmedi, després una gravació durant l'estiu. Right Here conté 14 pistes amb veu en català o en anglès, i amb textos escrits per Gimeno. La cançó de títol també es va presentar en versió català sota el títol "Just aquí". També la pista "Ocell" va produir com a vídeoclip. En directe el grup va ser classificat en el gènere indie pop, i en estudi amb influència pop-folk.
Ara el grup constava com a quartet, amb Gimeno i Alsina completades amb la baixista Laia Martí i el bateria Mauro Cavallaro; tots quatre de Santa Eulàlia de Ronçana. Gimeno va manejar com vocalista i es va complementar com a guitarrista. La inspiració per a la música de l'àlbum venia dels grups i artistes com Texas, The Cranberries, Teenage Fanclub, Sheryl Crow, R.E.M. i Fleetwood Mac. A diferència en l'àlbum, el grup va cercar un estil més a prop de rock en els seus concerts. Després de l'àlbum, The Crab Apples es troba entre els quatre grups més nominats pel públic als Premis Enderrock en 2015.
A la primavera del 2016, Discmedi va publicar l'EP Hello Stranger, amb les quatre cançons en anglès. A l'album el grup va evolucionar cap a un so més "rock". Després d'una quarantena de concerts fets durant 2016 i 2017, el gener de 2018 el grup va publicar el seu segon àlbum. A Drastic Mistake conté 9 cançons, tots amb veu en anglès. La discogràfica va ser Hidden Tracks Records. En relació amb el seu nou disc tot presentat en anglès, el grup va també criar l'atenció fora del món dels mitjans catalans. El 2019 va continuar amb aquest estil, al EP More Mistake que contenia versions del seu àlbum antecedent.
El gener i febrer de 2020 van presentar els primers singles del seu tercer llarga durada, Vidas Paralelas (la seva primera cançó en castellà) i Spell, al maig de 2020 va tornar amb el senzill «System Overload», amb la nostra relació amb la tecnologia com tema.

## Discografia
- 2014 – Right Here, Discmedi (DM5134-02)
- 2016 – Hello Stranger (EP), Discmedi (DM5237-02)
- 2018 – A Drastic Mistake, Hidden Track Records
- 2019 – More Mistakes (EP), Hidden Track Records
- 2021 – CRAP, DSK Pop